# Rodions Kurucs
Rodions Kurucs (ur. 5 lutego 1998 w Kiesiu) – łotewski koszykarz, reprezentant kraju, występujący na pozycji niskiego skrzydłowego, obecnie zawodnik Partizana NIS Belgrad.
21 grudnia 2018 ustanowił swój punktowy rekord kariery. W przegranym 106-114 meczu przeciwko Indiana Pacers zdobył 24 punkty, trafiając 6 z 11 rzutów za 2 punkty, 4 z 5 za 3 punkty oraz 8 z 10 rzutów osobistych.
14 stycznia 2021 trafił w wyniku wymiany do Houston Rockets.
19 marca 2021 został wytransferowany do Milwaukee Bucks. 12 maja opuścił klub. 7 lipca 2021 dołączył do serbskiego Partizana NIS Belgrad.

## Osiągnięcia
Stan na 13 września 2023, na podstawie, o ile nie zaznaczono inaczej.

### NBA
- Uczestnik Rising Stars Challenge (2019)[11]

### Drużynowe
- Mistrz:
  - Łotwy (2015)
  - turnieju Euroleague Basketball Adidas Next Generation (2016)
- Zdobywca pucharu Hiszpanii (2018)

### Indywidualne
- Zaliczony do I składu turnieju NIJT (2015, 2016)

### Reprezentacja

#### Seniorska
- Uczestnik mistrzostw świata (2023 – 5. miejsce)[12]

#### Młodzieżowe
- Wicemistrz Europy U–16 (2014)
- Brązowy medalista mistrzostw Europy U–20 dywizji B (2018)
- Uczestnik mistrzostw Europy U–20 (2017 – 16. miejsce)
- Zaliczony do I składu mistrzostw Europy U–16 (2014)